# Законы Коновалова
Законы Коновалова описывают процессы, протекающие в равновесных системах «жидкий раствор — пар» при различных температурах, давлениях и составах компонентов. Эти законы лежат в основе теории ректификации бинарных смесей.

## Первый закон Коновалова

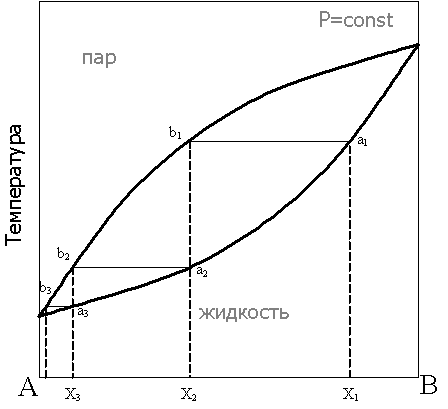

Первый закон Коновалова (1881 г.) описывает процесс фракционной перегонки: насыщенный пар по сравнению с равновесным раствором обогащён компонентом, добавление которого в системе повышает общее давление пара.
Рассмотрим фазовую диаграмму при постоянном давлении для бинарной системы в координатах состав — температура:
При нагревании исходной смеси состава Х1 кипение начнётся в точке а1. При этом состав первых порций пара соответствует точке b1. При конденсации этого пара образуется смесь состава Х2, в которой доля компонента А выше, по сравнению с исходной смесью. Нагрев этой смеси приведёт к получению конденсата состава Х3 и так далее, вплоть до выделения чистого компонента А. Отметим, что при кипении смеси состава Х1 состав жидкости будет обогащаться компонентом В, соответственно температура кипящей жидкости будет повышаться до тех пор, пока в жидкости не останется только компонент В.
Последовательные перегонки в промышленных условиях объединены в один автоматизированный процесс в дефлегмационных и ректификационных колоннах.

## Второй закон Коновалова

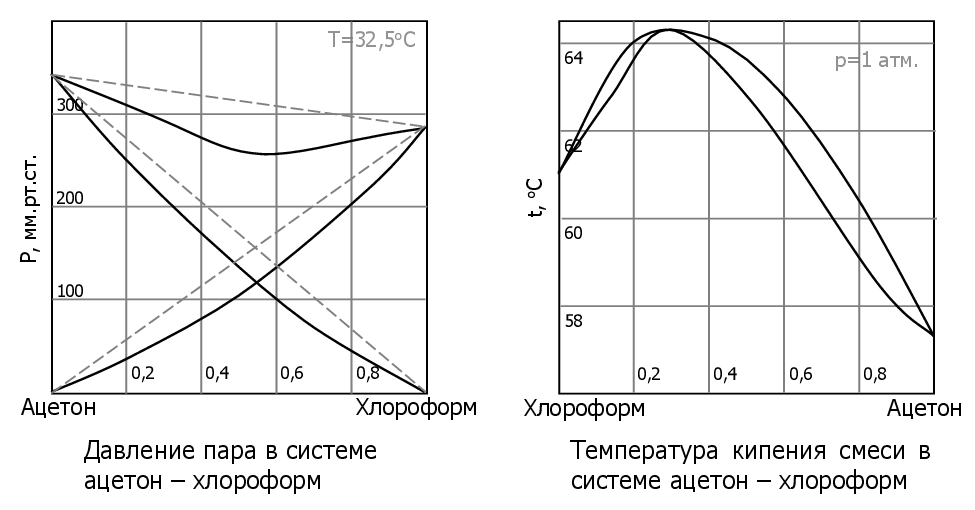

Второй закон Коновалова (1881 г.) описывает растворы с отклонениями от свойств идеальных растворов и объясняет существование азеотропных растворов, состав которых при перегонке не изменяется: экстремумы на кривых полного давления пара отвечают такому равновесию раствора и насыщенного пара, при котором состав обеих фаз одинаков

### Доказательство второго закона Коновалова
Согласно уравнению Дюгема-Маргулеса, которое описывает равновесие в идеальных бинарных растворах газов или давление насыщенного пара над идеальным бинарным жидким раствором
{\displaystyle (1-x)d\ln p_{1}=-xd\ln p_{2}} или {\displaystyle (1-x){\frac {dp_{1}}{p_{1}}}=-x{\frac {dp_{2}}{p_{2}}}}
где {\displaystyle x} — мольная доля второго компонента в растворе, {\displaystyle p_{1}} и {\displaystyle p_{2}} — парциальные давления первого и второго компонента.
Отсюда следует, что
{\displaystyle dp_{1}=-{\frac {x}{1-x}}\cdot {\frac {p_{1}}{p_{2}}}dp_{2}}
По закону Дальтона
{\displaystyle p_{2}=yp}
{\displaystyle p_{1}=(1-y)p}
где {\displaystyle (1-y)} и {\displaystyle y} — мольные доли первого и второго компонента в насыщенном паре, {\displaystyle p} — общее давление в системе.
Тогда
{\displaystyle dp_{1}=-{\frac {x(1-y)}{(1-x)y}}dp_{2}}
Поскольку общее давление есть сумма парциальных, то {\displaystyle dp=dp_{1}+dp_{2}}. Подставив в это выражение значение {\displaystyle dp_{1}} из предыдущего получим
{\displaystyle dp=\left(1-{\frac {x(1-y)}{(1-x)y}}\right)dp_{2}}
Разделив обе части на {\displaystyle dx} и раскрыв скобки получим, что
{\displaystyle {\frac {dp}{dx}}={\frac {(y-x)}{(1-x)y}}\cdot {\frac {dp_{2}}{dx}}}
В экстремуме {\displaystyle dp/dx=0}, следовательно
{\displaystyle {\frac {(y-x)}{(1-x)y}}\cdot {\frac {dp_{2}}{dx}}=0}
Поскольку {\displaystyle dp_{2}/dx>0}, так как с ростом концентрации второго компонента растёт и его парциальное давление, то равенство может соблюдаться только если {\displaystyle x=y} — когда состав пара и раствора одинаков, что и доказывает второй закон Коновалова.
Растворы, состав которых отвечает точке экстремума, кипят при постоянной температуре, а их состав при перегонке не изменяется. Такие растворы называются «азеотропными растворами» или «азеотропами». Разделение азеотропов методом фракционной перегонки невозможно. Для разделения таких растворов используют химические методы, перегонку с третьим компонентом либо фракционную перегонку при другом давлении.